# 유로파투름

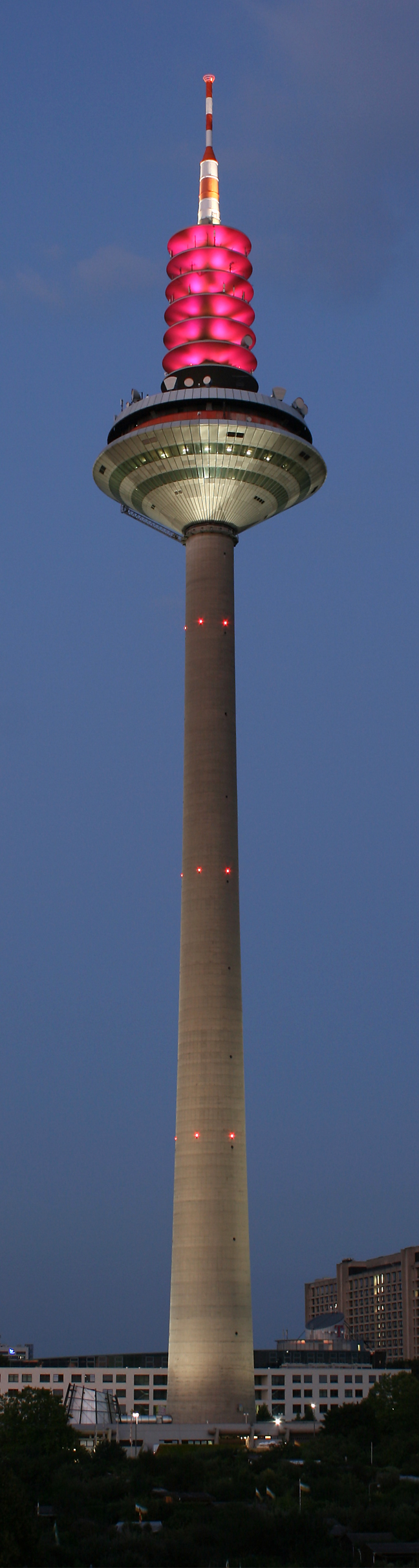
유로파투름의 모습

유로파투름(독일어: Europaturm)은 독일 프랑크푸르트에 위치한 방송탑이다. 높이는 337.5m로, 베를린 텔레비전탑에 이어 독일에서 두 번째로 높은 건축물이다. 유로파투름은 독일어로 유럽의 탑이라는 의미로, 완공 당시 에펠탑 보다도 더 높은, 자본주의 유럽 국가들 중에서 가장 높은 건축물이라 이러한 이름이 붙었다. 서독 통치 시기인 1974년에 건설을 시작해 1979년에 완공되었다. 초기에는 높이가 331m였으나, 2004년 9월 안테나 교체로 높이가 337.5m로 증가했다. 1999년, 유로파투름의 식당과 전망대가 폐쇄되었다.